# Marcel Szytenchelm
Marcel Romuald Szytenchelm (ur. 20 października 1956 w Gdyni) – polski aktor, reżyser i animator kultury związany z Łodzią.

## Życiorys
Jest absolwentem VIII Liceum Ogólnokształcącego im. Adama Asnyka w Łodzi. Powołał do życia (działające przy Widzewskich Domach Kultury) Studio Teatralne „Słup”, w którym pełni funkcje reżysera i dyrektora artystycznego. W 1990 ukończył kulturoznawstwo (specjalność: teatrologia) na Wydziale Nauk Społecznych Uniwersytetu Adama Mickiewicza w Poznaniu. W tym samym roku w Warszawie zdał egzamin dla aktorów dramatu oraz otrzymał najwyższą kategorię instruktorską „S” w dziedzinie teatru przyznawaną przez Ministerstwo Kultury i Sztuki. W 2000 w Warszawie zdał egzamin ZASP dla reżyserów dramatu.
Jako aktor znany głównie dzięki roli Mariana Koniuszki w serialu Stanisława Barei Zmiennicy (1986).
Zainicjował obchody Dnia Tuwima i Dnia Reymonta. Jest autorem lub współautorem pomników należących do Galerii Wielkich Łodzian na ulicy Piotrkowskiej:
- 2000: Fortepian Rubinsteina
- 2001: Kufer Reymonta – we współpracy z Robertem Sobocińskim
- 2002: Twórcy Łodzi Przemysłowej
- 2006: Fotel Jaracza – we współpracy z Jerzym Sobocińskim i Robertem Sobocińskim
- 2007: Pomnik Lampiarza

Jest również pomysłodawcą (1999) Ławeczki Tuwima.
Od 2014 roku nagrywa autorskie teledyski „Taxi Mariana” nawiązujące do serialu Zmiennicy, „Niemrawa Cyganeczka”, „Menela”, „Galaktyczny Reymont”, a także „Ulica palce lizać”.

## Galeria pomników

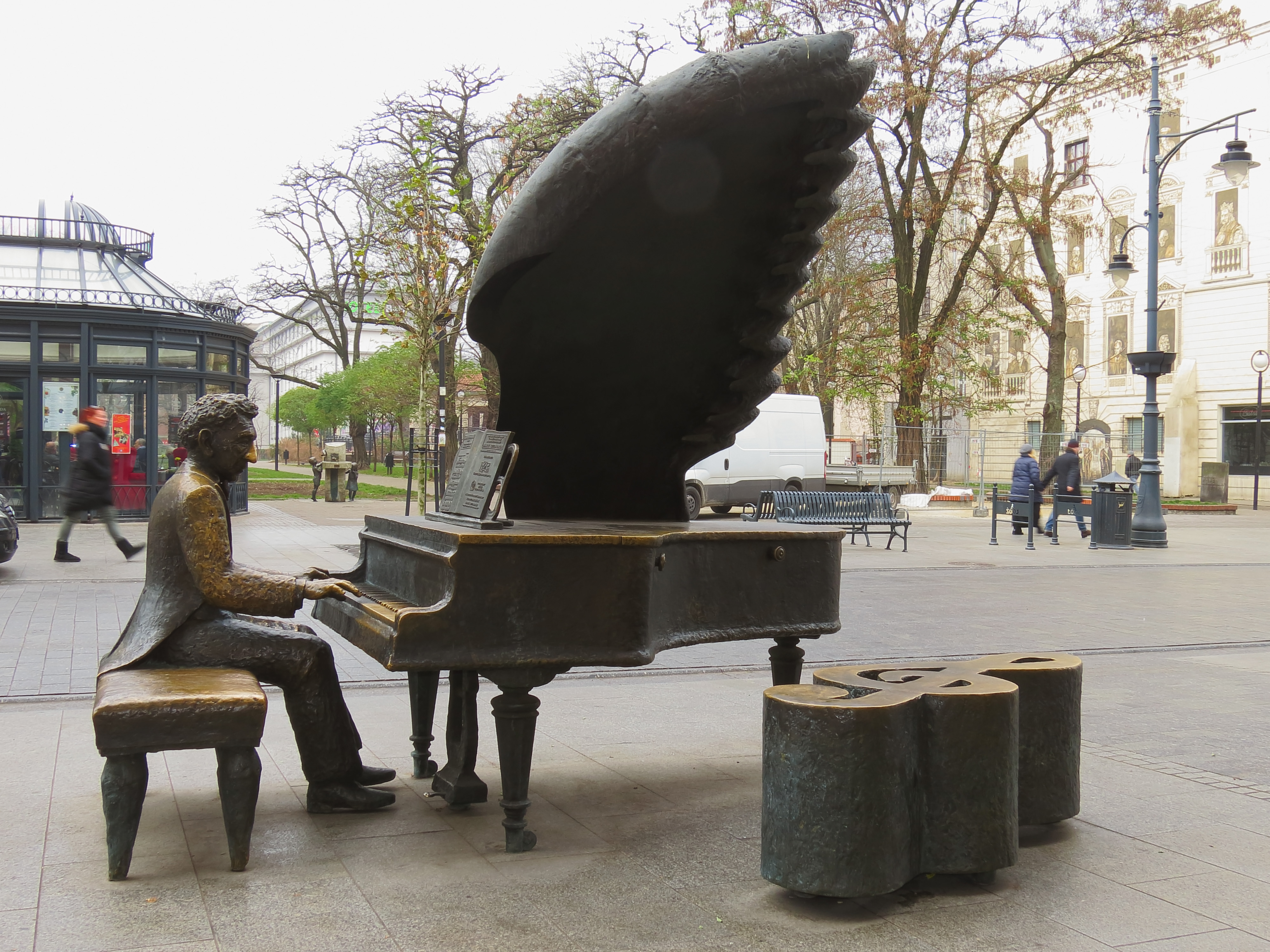
Fortepian Rubinsteina
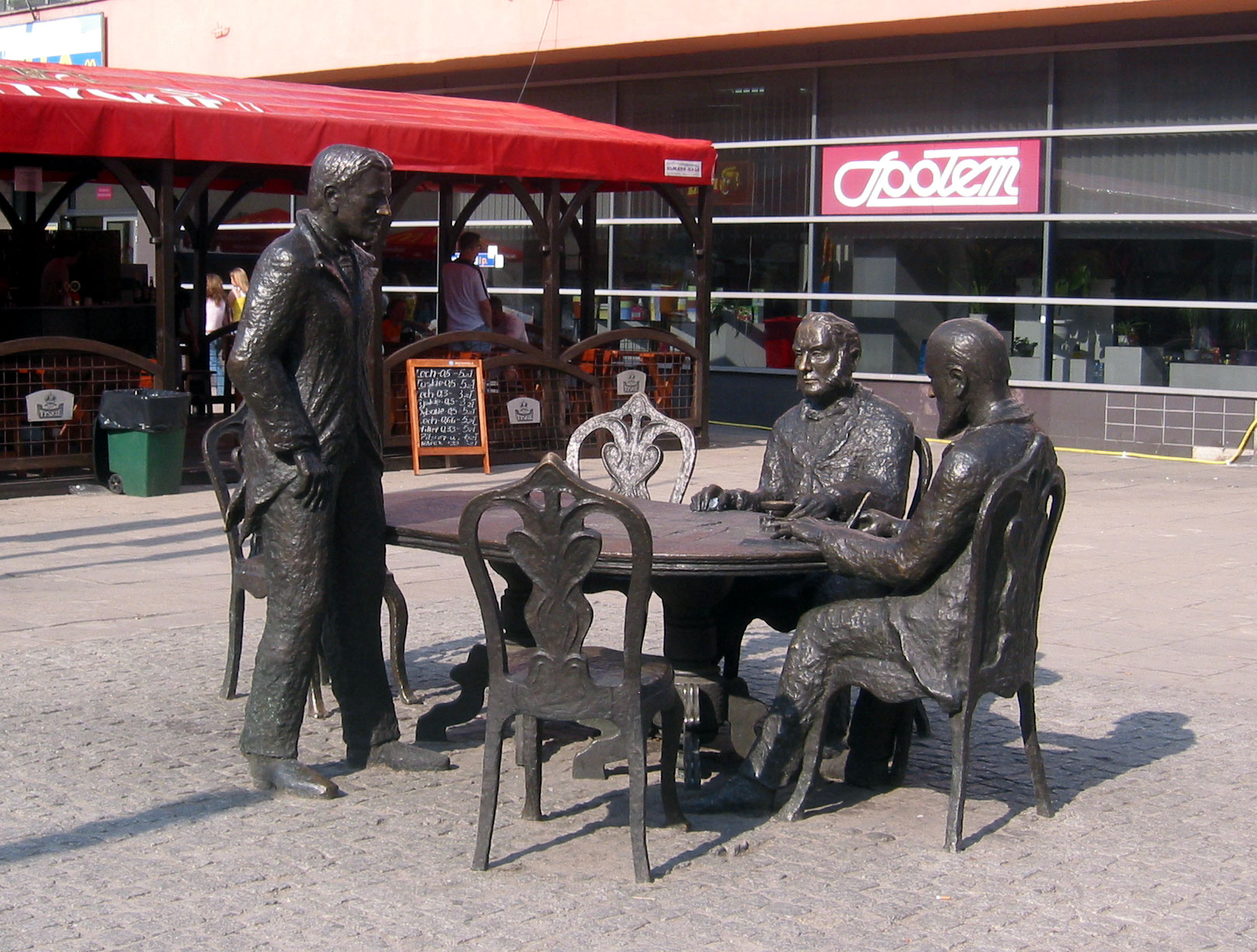
Twórcy Łodzi Przemysłowej
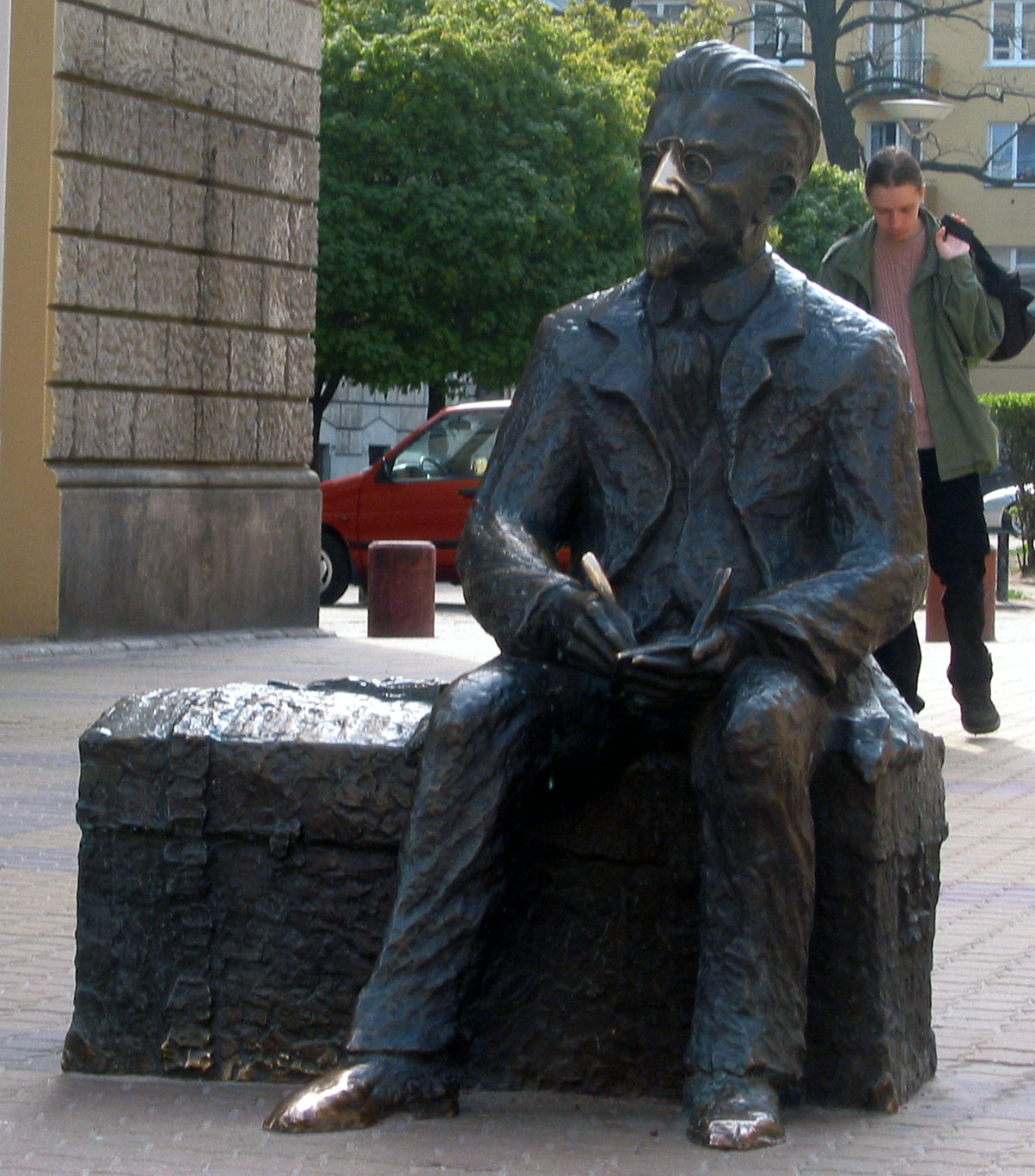
Kufer Reymonta
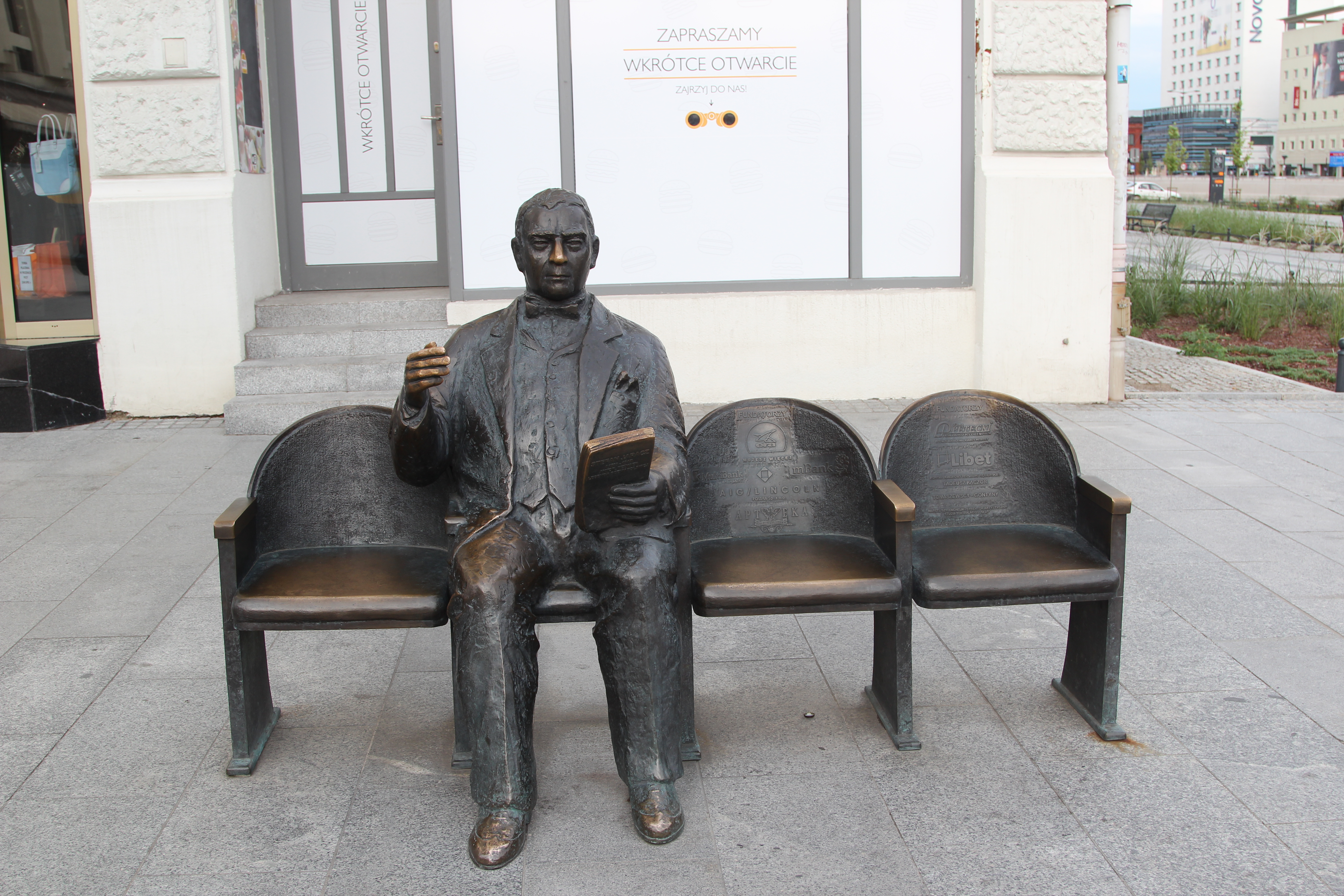
Fotel Jaracza
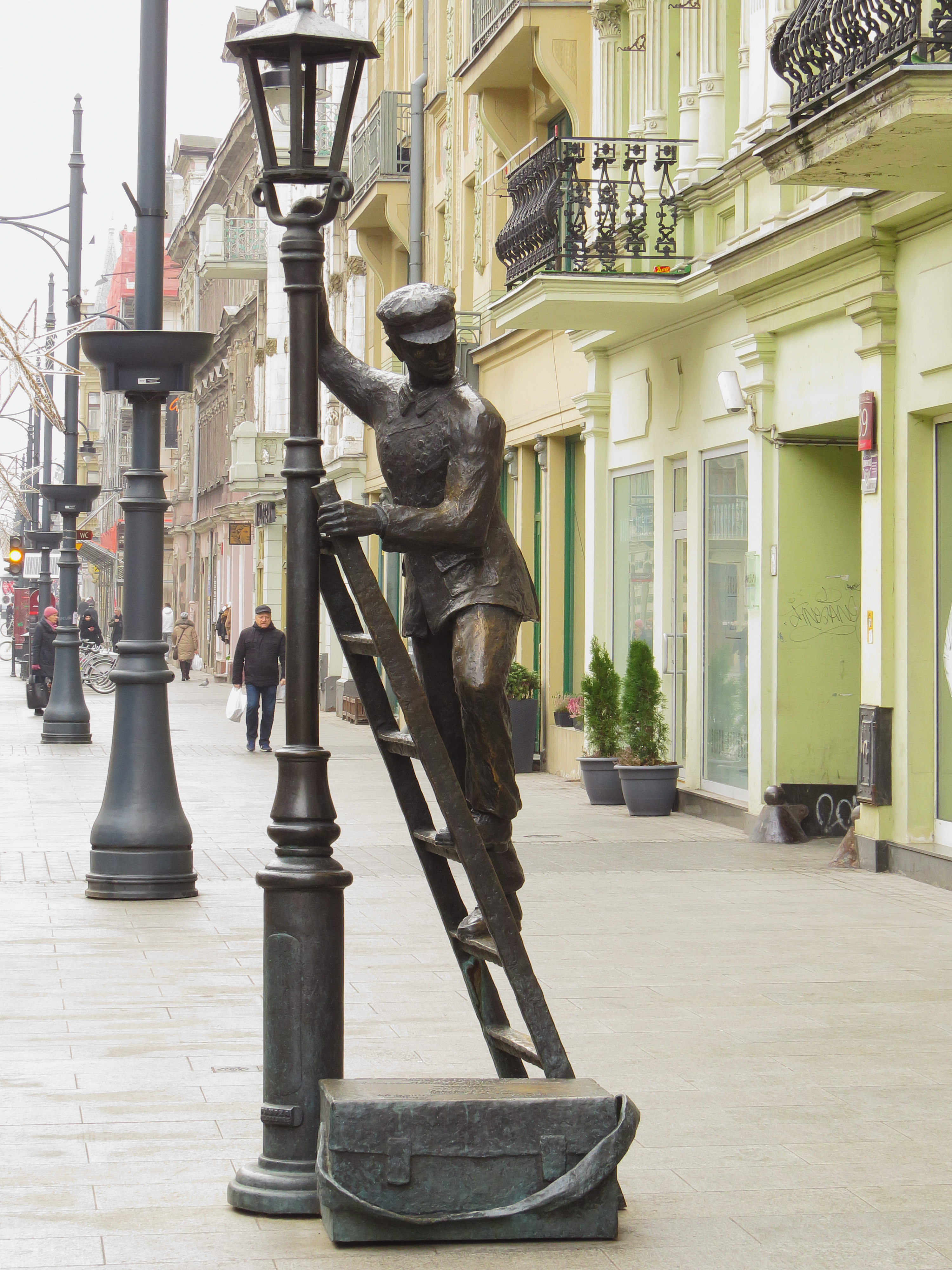
Pomnik Lampiarza

## Filmografia
- 1984: Alabama jako student
- 1985: Republika Ostrowska
- 1986: Zmiennicy jako Marian Koniuszko
- 1986: Republika nadziei jako uczeń
- 1986: Kryptonim „Turyści” jako syn Stańczaka (odc. 2)
- 1987: Ucieczka z miejsc ukochanych jako listonosz Szuścik (odc. 4 i 5)
- 1988: Pogranicze w ogniu jako Thomas, inwalida w Podgajach (odc. 3 i 4)
- 1988: Nowy Jork, czwarta rano jako strażak
- 1988: Amerykanka jako garbus, pracownik pana Kazia
- 1989: Powrót wabiszczura jako syn burmistrza
- 1989: Porno jako mężczyzna w przychodni wenerologicznej
- 1989: Kanclerz jako sługa Heidensteina
- 1989: Gdańsk 39 jako bojówkarz SA
- 1989: Bal na dworcu w Koluszkach jako młody pasażer na dworcu
- 1990: Zabić na końcu jako strajkujący robotnik
- 1990: Kanalia jako gach Tamary
- 1990: Dziewczyna z Mazur jako Kazik, majster w WZPRTV
- 1991: Skarga jako robotnik w kolejce do kasy
- 1991: Cynga jako chory na oddziale psychiatrycznym
- 1992: Kawalerskie życie na obczyźnie
- 1993: Dwa księżyce jako bagażowy
- 1993: C'est mon histoire jako pielęgniarz w zakładzie medycyny sądowej
- 1994–1995: Spółka rodzinna jako duch w nowym domu Derków
- 1995: Z piosenką na Belweder jako niezawodny reporter
- 1997: Księga wielkich życzeń jako recepcjonista sanatorium
- 1999: Tygrysy Europy jako hydraulik
- 1999: Torowisko jako uczestnik teleturnieju w tv
- 2000: Noc świętego Mikołaja jako Mikołaj
- 2000: Dom jako ksiądz na Oddziale Dializ (odc. 23)
- 2000: Człowiek wózków jako ordynator szpitala psychiatrycznego
- 2000: Bajland jako narzeczony
- 2001: Świat według Kiepskich jako asystent wodzireja (odc. 100)
- 2002: Na dobre i na złe jako Gustaw „Wąsik”, organizator walk bokserskich (odc. 98)
- 2004: Pierwsza miłość jako fotograf na ślubie i weselu Emilii Śmiałek i Andrzeja Pałkowskiego
- 2005: Rozmowa kwalifikacyjna jako członek komisji kwalifikacyjnej
- 2008: Jan z drzewa jako Janusz
- 2009: Świat według Kiepskich jako inteligent (odc. 309)
- 2010: Świat według Kiepskich jako Tadek (odc. 347)
- 2010: Świat według Kiepskich jako Franek (odc. 339)
- 2011: Świat według Kiepskich jako lodziarz (odc. 359)
- 2011: Pokaż, kotku, co masz w środku jako kierownik kostnicy
- 2012: Świat według Kiepskich jako fryzjer (odc. 389)
- 2012: Komisarz Alex jako sprzedawca waty cukrowej (odc. 16)
- 2014: Serce, serduszko jako portier w szkole baletowej
- 2015: Komisarz Alex jako inspektor (odc. 91)
- 2017: Komisarz Alex jako dozorca (odc. 116)
- 2019: Komisarz Alex jako psychiatra (odc. 147)

## Nagrody i odznaczenia
- 1997: Nagroda Specjalna „Złota Maska” za działalność Studia Teatralnego Słup
- 1999 i 2020: Nagroda Miasta Łodzi[13]
- 1999: „Sprężyna” – nagroda łódzkiego miesięcznika „Tygiel Kultury”
- 2001: „Łodzianin Roku” 2000
- 2003: Srebrny Krzyż Zasługi[14]
- 2004: Odznaka „Za Zasługi Dla Miasta Łodzi”[15]
- 2005: Odznaka honorowa „Zasłużony dla Kultury Polskiej”
- 2006: medal „Zasłużony Dla Kultury Polskiej w Kanadzie” za wkład i rozwój kultury polskiej w Kanadzie
- 2012: Złoty Krzyż Zasługi[16][17]
- 2013: Nagroda Marszałka Województwa Łódzkiego 2013 za osiągnięcia w dziedzinie kultury za całokształt działalności[18]
- 2015: Statuetka „Skrzydła Wyobraźni”[19]
- 2015: Brązowy Medal „Zasłużony Kulturze Gloria Artis”[20][21]
- 27 marca 2023: Srebrny Medal „Zasłużony Kulturze Gloria Artis”[22][21]